# Lachman-Test

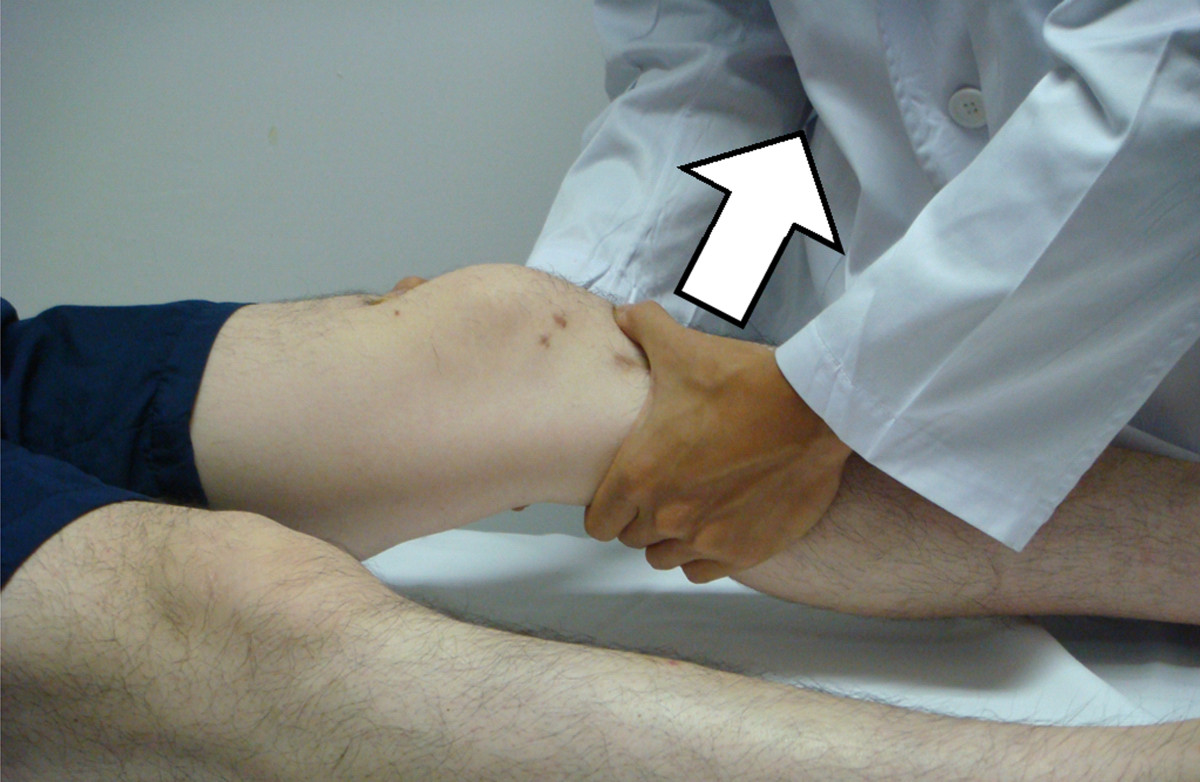
Der Lachman-Test

Der Lachman-Test ist, zusammen mit dem so genannten vorderen Schubladentest, eine Untersuchungsmethode, die in der Unfallchirurgie und der Orthopädie zur Feststellung eines Kreuzbandrisses des Kniegelenkes angewendet wird.

## Durchführung
Beim Lachman-Test werden stets beide Knie untersucht, um die ermittelten Werte miteinander vergleichen zu können. Dazu wird beim liegenden Patienten üblicherweise das zu testende Knie in 20 bis 30° gebeugter Position gehalten. Idealerweise liegt dabei die Ferse des Beines auf einer Liege auf. Der Untersuchende umfasst den Unterschenkel mit beiden Händen so, dass seine Zeigefinger in der Kniekehle liegen. Der Unterschenkel wird dann nach vorne gezogen. Der Grad der Verschiebbarkeit des Unterschenkels gegenüber dem Oberschenkel (Schublade) gibt Aufschluss darüber, ob eine Verletzung des Kreuzbandes vorliegt oder nicht.

## Ergebnis
Für die Beurteilung des Lachman-Tests wird zum einen die Qualität des Anschlags (fest oder weich) herangezogen und zum anderen die Schublade des gesunden Knies mit der Schublade des verletzten Knies verglichen. Mit Hilfe der Seitendifferenz, die in Millimetern angegeben wird, lässt sich eine Aussage über die Stabilität des Knies treffen. Hierzu unterscheidet man vier verschiedene Stabilitätsgrade:
1. Normal: 1–2 mm Seitendifferenz
2. Einfach positiv (+): 3–5 mm Seitendifferenz (leichte Instabilität)
3. Zweifach positiv (++): 6–10 mm Seitendifferenz (mittelschwere Instabilität)
4. Dreifach positiv (+++): >10 mm Seitendifferenz (schwere Instabilität)

Zur Sicherung der Diagnose können dann beispielsweise eine Magnetresonanztomographie („Kernspin“) oder eine Arthroskopie durchgeführt werden. Bei Letzterer ergibt sich gleichzeitig die Möglichkeit zur Therapie in Form einer Kreuzbandteilresektion (bei Anriss), einer Refixation des ausgerissenen Bandes an seiner natürlichen Ansatzstelle oder einer Kreuzbandplastik.

## Fehlerquellen und Sicherheit der Diagnose
Die Hauptfehlerquelle liegt in der Maskierung eines hinteren Kreuzbandrisses. In diesem Fall kann der Unterschenkel gegen den Oberschenkel nach hinten fallen. Ein Nach-Vorne-Ziehen suggeriert dann eine Ruptur des vorderen Kreuzbandes, das aber eigentlich intakt ist. Deswegen soll darauf geachtet werden, dass das Kniegelenk vor dem Test in einer „Neutralstellung“ ist. Allgemein gilt der Lachman-Test als zuverlässigstes nicht-invasives und schmerzfreies/-armes klinisches Untersuchungsverfahren für die Beurteilung des Zustandes des vorderen Kreuzbandes. Beim vorderen Kreuzband beträgt die Sensitivität etwa 90 %, womit der Test eine deutlich höhere Aussagekraft als der Schubladentest hat.

## Namensgeber und Erstbeschreibung
Der Lachman-Test ist nach dem US-amerikanischen Orthopäden John Lachman von der Temple University  (Philadelphia)  benannt. Beschrieben wurde der Lachman-Test erstmals 1976 von seinem Nachfolger an der Temple University, Joseph S. Torg. Torg berichtet in dieser Veröffentlichung, dass Lachman diesen einfachen und zuverlässigen Test schon viele Jahre an der Temple-Universität gelehrt und praktiziert hatte.
1992 stellten Paessler und Michel fest, dass der griechische Arzt George Noulis diese – heute Lachman-Test genannte – Methode bereits 1875 in seiner Dissertation beschrieb.